# Universo
NBCUniverso est une chaîne de télévision payante américaine appartenant à la filiale NBCUniversal Telemundo Enterprises de NBCUniversal. Le réseau sert de chaîne câblée complémentaire au réseau de télévision phare de NBCUniversal, NBC et dans une certaine mesure, à son réseau espagnol Telemundo.
Destinée aux adultes hispaniques âgés de 18 à 49 ans, la majorité de ses programmes, qui s'adresse à un public bilingue, se compose principalement de sports, de séries scénarisées et de téléréalité, ainsi que d'émissions musicales. Le siège du réseau est à Miami Springs, en Floride, tandis que ses opérations de contrôle principal sont hébergées au siège mondial de CNBC à Englewood Cliffs, New Jersey, qui sert d'installations de contrôle principal pour la plupart des réseaux câblés de NBCUniversal.
Le réseau a été fondé par Empresas 1BC sous le nom de GEMS Television . En 2001, le réseau a été acquis par Telemundo et rebaptisé mun2. Le réseau a été renommé NBC Universo en février 2015 pour l'aligner sur le réseau de langue anglaise sœur de Telemundo, NBC. En février 2015, la programmation de NBC Universo était disponible pour environ 39,326 millions de foyers de télévision payante (33,8 % des clients du câble, du satellite et des télécommunications possédant au moins un téléviseur) aux États-Unis. 

## Liste des programmes diffusés par NBC Universo

### Actuel
Programmation originale
- 2RSLVJ (Tú Eres El VJ or "You are the VJ")
- 18 & Over
- The Arena
- Beauties & The Boss
- Combate Americas
- From Beyond
- Fugitivos De La Ley: Los Angeles
- Have You Cine?
- The Look
- RPM Miami
- Welcome to Los Vargas
- LarryManía

Émissions acquises
- 12 Corazones
- El cartel
- Dame Tinta
- Decisiones Extremas
- Las Aparicio
- Operación Repo (reruns)
- Pasion de Gavilanes
- Reventón

Vidéo clip programmation
- La Barbacoa
- L'Creme
- Party Mix